# Den glade Enke (film, 1907)
Den glade Enke je dánský němý film z roku 1907. Režisérem je Viggo Larsen (1880–1957). Film trvá zhruba 8 minut.
Jedná se o filmovou adaptaci operety Veselá vdova (1905) od Franze Lehára (1870–1948). 